# AF2011-A1

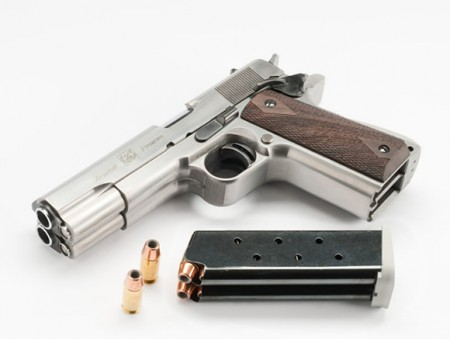

AF2011-A1 – dwulufowy pistolet stworzony przez Arsenal Firearms Group.
W 2014 roku cena detaliczna broni sugerowana przez producenta to 3400 euro za pistolet w podstawowej konfiguracji (oksydowany, orzechowe okładki chwytu oraz stałe lub regulowane przyrządy celownicze – do wyboru). Pistolet w wersji nierdzewnej to koszt rzędu 3900 euro.